# XHI-TDT
XHI-TDT es un canal de TVP (Televisión del Pacífico antes llamado Televisoras Grupo Pacífico, afiliada a Televisa) cuyas bases se encuentran en Ciudad Obregón, Sonora y Los Mochis, Sinaloa.
Su Cobertura abarca del Sur de Sonora hasta el Norte de Sinaloa, las antenas transmisoras se encuentran en el Cerro Yucuribampo para la Ciudad Obregón, Sonora y en el Cerro de la Memoria para Los Mochis, Sinaloa.

## Historia
Inició sus transmisiones el 30 de agosto de 1965 en Ciudad Obregón, Raúl Azcárraga Vidaurreta, Julio Azcárraga Reyes Retana, Raúl Azcárraga Reyes Retana, Rafael Sáenz y Sáenz, fueron los principales fundadores del canal y asignaron al Sr. Carlos Enciso Valdez como el primer gerente general de Televisora del Yaqui.
La antena transmisora estaba junto a los estudios del canal 2 y medía 200 metros de altura y 60 toneladas de peso para cubrir apenas la gran parte de la ciudad. La antena fue destruida durante los efectos del Huracán "Kirsten", el 28 de septiembre de 1966, al azotar la región; afortunadamente no hubo daños técnicos, lo cual permitió que días después restablecieran las transmisiones con una antena provisional.
En 1968, Televisora del Yaqui se vio forzada a mudar su antena al Cerro de Yucuribampo con el propósito de mejorar el alcance y la calidad de la imagen. Desde 1972 hasta entonces los estudios se ubican en la Avenida Miguel Alemán.
Para expandir el auditorio, se estableció un canal alternativo para la Ciudad de Los Mochis, emitiendo en pruebas en diciembre de 1988 y comenzar de manera oficial en enero de 1989, cuya antena transmisora se ubicaba en el Cerro Francisco del Valle del Carrizo para reenviar al Cerro de La Memoria en Los Mochis. (Ahí se encontraban los estudios locales). Actualmente sus estudios se encuentran en la Calle Zaragoza. Desde 2004 la señal local de Los Mochis se muda a otra antena de la misma ubicación, para dejarle solamente a las señales nacionales de Televisa.
Televisora del Yaqui de Los Mochis cierra definitivamente sus transmisiones después de 23 años de transmisión. Esto debido a la actual situación económica que enfrenta la industria de la televisión local, la estación del norte de sinaloa se mantendrá como repetidora de la estación del sur de Sonora.
Por disposición del IFT, desde octubre de 2016, todos los canales de televisión se reasignan, el cual ahora canal 2 se sintoniza en el canal 10.1, al igual que sus canales hermanos, con la diferencia, de que cada canal transmite su programación local.

## Programación propia
Desde el inicio de funcionamiento de la repetidora en Los Mochis ha transmitido la mayor parte de la programación de la Ciudad Obregón con bloqueos para introducir programación local y eso ha sido hasta a mediados de 2010 cuando Canal 2 Los Mochis transmitía programación local las 24 horas del día sin ver la señal de Obregón. Al cerrar sus transmisiones de Los Mochis, se vuelve a ver los de la Ciudad Obregón, luego de la llegada de Gala TV como subcanal se hizo cambios en la programación del canal con contenidos de Foro Tv, etc.

## Campaña Antenízate
La Compañía Megacable transmitió el canal 2 por varios años, hasta que en 2009 fue retirado de la programación por razones desconocidas, aparte de que Megacable adquirió los derechos de transmisión de la Liga Mexicana del Pacífico. Para eso Televisoras Grupo Pacífico lanzó su campaña "Antenízate" para toda la red estatal, también en las ciudades de Cd. Obregón y Los Mochis lanzaron su propia campaña "Yo quiero Canal 2" con el motivo de que los televidentes tengan una alternativa de ver Canal 2 adquiriendo una antena aérea, pues la mayoría de los televidentes ven el canal 2 a través de una antena de conejo lo cual la recepción de la señal es media o pobre, con una antena aérea mejora la recepción y calidad de la señal.

## Televisión Digital Terrestre (TDT)
Para la Ciudad Obregón, la señal de Canal 2 se transmite en Televisión Digital Terrestre a través de Canal 32, y también en Los Mochis, pero sus televisoras hermanas (Culiacán y Mazatlán) transmitirán también en señal digital; El Canal 3 de Culiacán es el Canal 30 Digital, mientras que en Mazatlán el 23